# Nobumoto Keiko
Nobumoto Keiko (信本敬子 13 tháng 3 năm 1964 – 1 tháng 12 năm 2021) là một nhà biên kịch người Nhật Bản. Bà viết kịch bản cho Cowboy Bebop và tạo ra Wolf's Rain. Bà qua đời vì ung thư thực quản vào ngày 1 tháng 12 năm 2021, ở tuổi 57.

## Tác phẩm

### Anime
- Hiroshima ni Ichiban Densha ga Hashita (1993)
- Cowboy Bebop (1998–1999)
- Wolf's Rain (2003)
- Samurai Champloo (2004)
- Space Dandy (2014)
- Carole & Tuesday (2019)
- Lazarus (2024) (Development Advisor - Posthumous release)

### Phim Anime
- Tobé! Kujira no Peek (1991)
- Cowboy Bebop: Knockin' on Heaven's Door (2001)
- Tokyo Godfathers (2003)

### Phim người đóng
- World Apartment Horror (1991)

### OVAs
- Macross Plus (1994–1995)
- Wolf's Rain (2004)